# 新西蘭三鬚鱈
新西蘭三鬚鱈（学名：Gaidropsarus novaezealandiae）為輻鰭魚綱鱈形目江鱈科的其中一種，其种加词“novaezealandiae”意为“新西兰的”。分布於西南太平洋區的塔斯馬尼亞島及紐西蘭海域，棲息深度可達500公尺，體長可達24.5公分，為底棲性魚類，生活在岩石海域，屬肉食性，以魚類、無脊椎動物為食，可做為食用魚。